# 近藤晋
近藤 晋（こんどう すすむ、1929年（昭和4年）5月3日 - 2017年（平成29年）2月2日）は、日本のテレビ・映画プロデューサー。日本のプロデューサーの草分け的存在。兵庫県神戸市出身。

## 経歴
神戸一中学校、成城高校を経て、学習院大学を中退。劇団民藝演出部を経て、1959年にNHK入局。
1985年にNHK退職後、総合ビジョン、東北新社クリエイツ社長などを歴任しながら、企画プロデューサーとしてテレビ、映画、演劇など広い分野で活躍。
2017年2月2日、誤嚥性肺炎のため死去。

## 代表作品

### テレビ
- 松本清張シリーズ・中央流沙（1975年、制作）
- 紅い花（1976年、制作）
- 男たちの旅路（1976年 - 1977年、制作）
- およね平吉時穴道行（1977年、制作）
- 黄金の日日（1978年、制作）
- 獅子の時代（1980年、制作）
- 男たちの旅路スペシャル 〜戦場は遥かになりて〜（1982年、制作）
- ビゴーを知っていますか（1984年、プロデューサー）
- 山河燃ゆ（1984年、制作）
- シャツの店（1986年、制作）
- 春の砂漠（1988年、プロデューサー）
- 松本清張作家活動40年記念・けものみち（1991年、プロデューサー）
- 往診ドクター事件カルテ（1992年、プロデューサー）
- ホテルドクター（1993年、プロデューサー）
- 春の一族（1993年、プロデューサー）
- 秋の一族（1994年、プロデューサー）
- 夏の一族（1995年、プロデューサー）
- 大往生（1997年、プロデューサー）
- 失楽園（1997年、プロデューサー）
- 永遠の仔（2000年、企画）
- 陰陽師（2001年、プロデューサー）
- 天国への階段（2002年、企画・プロデューサー）
- ナイフの行方(2014年、制作統括）
- 陰陽師 (2015年のテレビドラマ) （2015年、テレビ朝日、プロデューサー）
- 五年目のひとり (2016年、テレビ朝日、チーフプロデューサー)

### 映画
- ミスター・ベースボール（1992年、制作総指揮）
- クライムブローカー/仮面の誘惑（1992年、制作総指揮）
- レッスン LESSON （1994年、制作総指揮）
- 愛の黙示録（1997年、総合プロデューサー）
- 義務と演技（1997年、企画）
- 長崎ぶらぶら節（2000年、企画）
- 陰陽師（2001年、企画）
- 竜二Forever（2002年、企画）
- 精霊流し（2003年、企画・翻案）
- 陰陽師II（2003年、企画）
- 青空のルーレット（2007年、企画）

## 受賞
- 国際エミー賞（「紅い花」、「ビゴーを知っていますか」）
- 文化庁芸術祭大賞（「紅い花」）
- 松尾芸能賞企画制作賞（個人）
- 日本映画テレビプロデューサー協会賞（個人）
- 放送文化基金個人賞（個人）
- 芸術選奨文部大臣賞（個人）

## 著作
- 『プロデューサーの旅路 テレビドラマの昨日・今日・明日』朝日新聞社、1985年10月。ISBN 978-4022553959。